# Морозовская (станция)

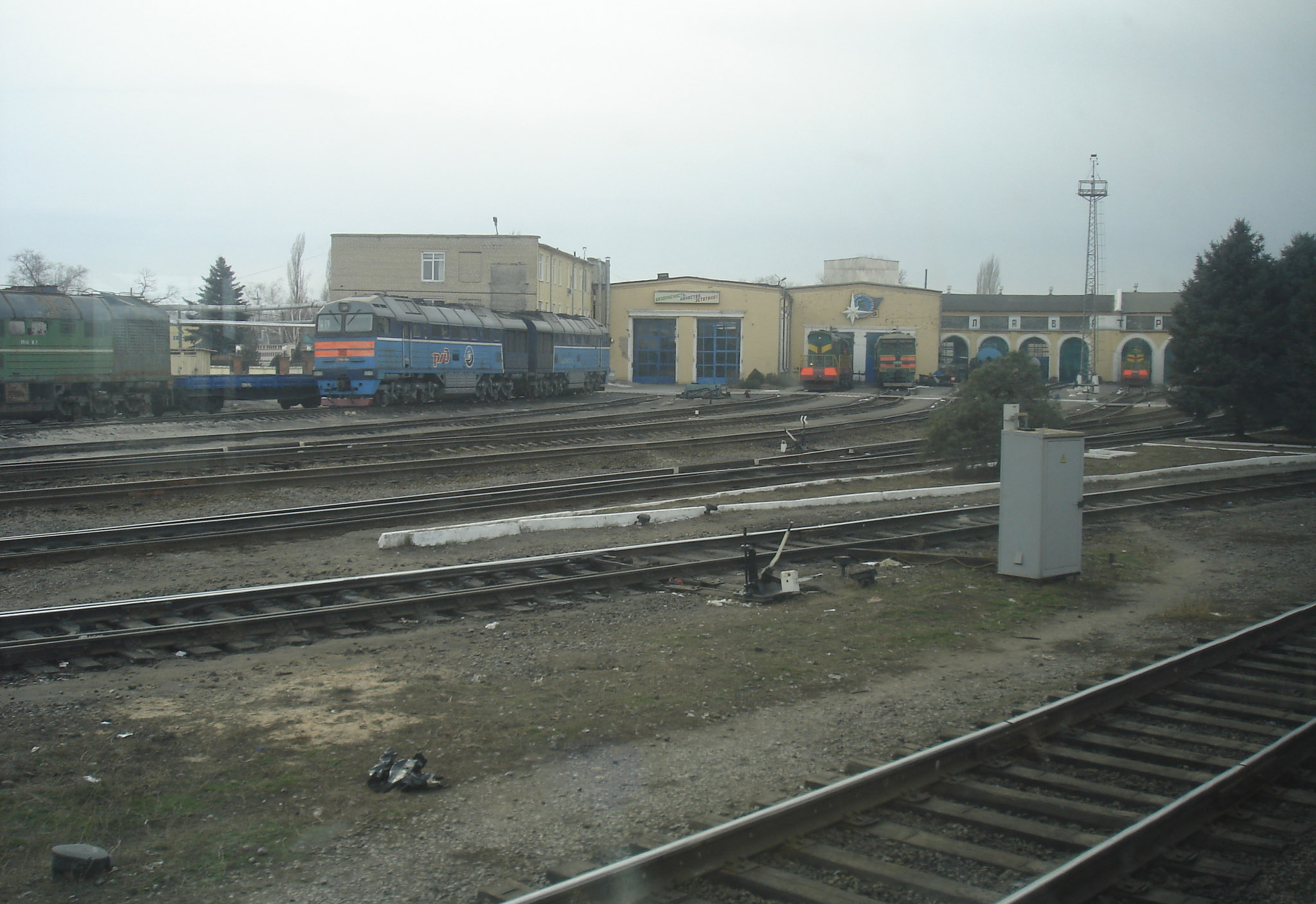
Депо станции Морозовская

Моро́зовская — узловая железнодорожная станция Ростовского региона Северо-Кавказской железной дороги, расположенная на территории города Морозовска Ростовской области. Восточнее станции проходит граница Северо-Кавказской и Приволжской железных дорог.
Через станцию проходит линия Волгоград — Лихая. Пассажирские поезда обслуживают локомотивы ТЭП70 приписки ТЧЭ-3 Волгоград-Пассажирское, грузовые — 2ТЭ116 приписки ТЧЭ-4 Имени Максима Горького Приволжской железной дороги. Имеется сервисное локомотивное депо Морозовская.

## История
Железнодорожная станция Морозовская была открыта в 1900 году. С самого начала на станции действовало паровозное депо, в котором осуществлялось техническое обслуживание и средний ремонт локомотивов. В конце 1940-х годов в связи со строительством Цимлянской ГЭС и Волго-Донского канала остро встал вопрос доставки на место масштабных работ техники, рабочих и больших объёмов стройматериалов. Было принято решение о строительстве железной дороги. Линия Сталинград — Лихая, на которой находится станция, была наиболее приближена с северо-западной стороны к месту возведения гидроузла. Благодаря географической близости и наличию паровозного депо, именно Морозовская была выбрана в качестве узловой станции на новой железнодорожной ветке. Линия до Цимлянска была построена в 1949 году. Щебень и камень завозились к строящимся объектам через Морозовскую с западного направления.
С 1997 по 2017 годы движение от Морозовской в сторону Цимлянска было законсервировано. Лишь 28 марта 2017 года после ремонтно-восстановительных работ движение грузовых поездов по линии Морозовская — Куберле возобновилось. Благодаря этому, и без того немалая пропускная способность станции может возрасти ещё в среднем на 10 пар поездов в сутки. Открытие движения призвано разгрузить линии в сторону Кавказа и Керченской переправы и моста.

## Деятельность
Через станцию курсируют грузовые поезда, пассажирские поезда дальнего следования и пригородного сообщения. На станции производятся маневровые работы, в том числе для подачи составов поездов на подъездные пути.
Станция Морозовская не электрифицирована. Движение осуществляется тепловозной тягой.
Имеется железнодорожный вокзал станции, где расположены билетные кассы и зал ожидания для пассажиров.

## Движение поездов
Пригородное сообщение
| № поезда              | Маршрут движения        | № поезда              | Маршрут движения        |
| Пригородное сообщение | Пригородное сообщение   | Пригородное сообщение | Пригородное сообщение   |
| --------------------- | ----------------------- | --------------------- | ----------------------- |
| 6618                  | Морозовская — Волгоград | 6617                  | Волгоград — Морозовская |
| 6916                  | Лихая — Морозовская     | 6915                  | Морозовская — Лихая     |

Дальнее
| № поезда                         | Маршрут движения                 | Направление движения             | № поезда                         | Маршрут движения                 | Направление движения             |
| Круглогодичное обращение поездов | Круглогодичное обращение поездов | Круглогодичное обращение поездов | Круглогодичное обращение поездов | Круглогодичное обращение поездов | Круглогодичное обращение поездов |
| -------------------------------- | -------------------------------- | -------------------------------- | -------------------------------- | -------------------------------- | -------------------------------- |
| 114/113                          | Адлер — Санкт-Петербург          | На Лихую                         | 114/113                          | Санкт-Петербург — Адлер          | На Куберле                       |
| 141                              | Пермь — Симферополь              | На Лихую                         | 142                              | Симферополь — Пермь              | На Волгоград                     |
| 339                              | Нижний Новгород — Новороссийск   | На Лихую                         | 340                              | Новороссийск — Нижний Новгород   | На Волгоград                     |
| 445                              | Екатеринбург — Кисловодск        | На Куберле                       | 446                              | Кисловодск — Екатеринбург        | На Волгоград                     |
| Сезонное обращение поездов       |                                  |                                  |                                  |                                  |                                  |
| 241                              | Иркутск — Адлер                  | На Лихую                         | 242                              | Адлер — Иркутск                  | На Волгоград                     |
| 251                              | Барнаул — Адлер                  | На Лихую                         | 252                              | Адлер — Барнаул                  | На Волгоград                     |
| 269                              | Чита — Адлер                     | На Лихую                         | 270                              | Адлер — Чита                     | На Волгоград                     |
| 273                              | Северобайкальск — Адлер          | На Лихую                         | 274                              | Адлер — Северобайкальск          | На Волгоград                     |
| 465                              | Астрахань — Имеретинский курорт  | На Куберле                       | 466                              | Имеретинский курорт — Астрахань  | На Волгоград                     |
| 469                              | Саратов — Новороссийск           | На Лихую                         | 470                              | Новороссийск — Саратов           | На Волгоград                     |
| 475                              | Москва — Адлер                   | На Лихую                         | 476                              | Адлер — Москва                   | На Волгоград                     |
| 477                              | Челябинск — Адлер                | На Лихую                         | 478                              | Адлер — Челябинск                | На Волгоград                     |
| 493                              | Ульяновск — Анапа                | На Лихую                         | 494                              | Анапа — Ульяновск                | На Волгоград                     |
| 505                              | Саратов — Имеретинский курорт    | На Куберле                       | 506                              | Имеретинский курорт — Саратов    | На Волгоград                     |
| 515                              | Ижевск — Анапа                   | На Лихую                         | 516                              | Анапа — Ижевск                   | На Волгоград                     |
| 525                              | Саратов — Анапа                  | На Лихую                         | 526                              | Анапа — Саратов                  | На Волгоград                     |
| 587                              | Самара — Анапа                   | На Лихую                         | 588                              | Анапа — Самара                   | На Волгоград                     |